# 六堆
六堆（客語白話字：Liuk-tôi），原是指在臺灣清治時期的朱一貴事件爆發時，原籍廣東省潮州府之鎮平縣、程鄉縣、平遠縣、大埔縣與福建省汀州府之永定縣、武平縣、上杭縣等縣的客家墾民，為了保衛地方鄉土，而在下淡水溪以東區域所組成之鄉團組織。它在今日，則是指位在高雄市與屏東縣的客家族群聚落的特定區域。

## 歷史
學者施雅軒認為，六堆的發展，可以分成三個重要的歷史階段：一是「前六堆時期」，即康熙三十一年（1692年）至乾隆五十一年（1786年）；二是「組織觀的六堆」，即乾隆五十一年至咸豐三年（1853年）；三是「區域觀的六堆」，即咸豐十一年（1861年）至今日。

### 清治時期

#### 形成背景
康熙二十五、六年間，廣東惠州、潮州二府的客籍墾民渡臺墾殖，初在臺南東門城外謀生，後至羅漢門南界到林仔邊溪口，沿下淡水、東港兩溪拓墾。至康熙六十年，朱一貴事變之時，客籍墾民在下淡水溪一地已至少建立了十三大庄與六十四小庄的墾殖規模。

其時在下淡水溪流域一地墾殖的墾民包括了閩、粵二籍。其中閩籍墾民多來自漳州、泉州二府，也包括了少數來自汀州的客籍墾民。粵籍墾民則來自潮州府和惠州府。其中來自潮州府的潮陽、海陽、揭陽三縣的墾民，由於其先祖原來皆是自閩入墾粵東，所以通行閩南語的潮汕片。而來自潮州府的程鄉、平遠、鎮平三縣和惠州府的興寧、長樂二縣的墾民，則為使用客語的客家墾民。因此在清朝康熙年間臺灣的拓墾歷史上，來自粵省潮州府的墾民同時包含了使用二種不同方言的人群。 同樣地，「粵民」一詞所指也一樣包含了來自潮州通行閩南語潮汕話的墾民以及來自惠州和潮州北部使用客語的墾民。不論來自閩或粵，墾民之間在生活互動上，是以福、客相聚，而不以閩、粵相分。同為「粵民」，使用閩語潮汕片的潮民和來自漳、泉的墾民「聲氣相通」，而客家墾民彼此之間又「自為守望」。

這種以語言上的差異所形成的認同直接影響了其後六堆民間團練的成員組成。

#### 朱一貴事件
康熙60年（1721年），廣東省潮州府海陽縣人杜君英，於三月十日豎「清天奪國」旗號，起事於內山。四月十九日，福建漳州府長泰縣人朱一貴，亦舉「大元帥朱」旗於岡山。朱一貴、杜君英在五月一日合力攻下臺灣府城後，朱一貴尊明為正朔，受擁立為「中興王」，國號大明。朱一貴稱王後，朱、杜二人的權力鬥爭轉趨劇烈，再加上杜部軍紀廢弛，導致朱、杜二集團發生內鬨。杜君英起事之初，其部眾即包括了粵、閩和臺灣府籍人士，其後新園、小琉球陸續有人加入杜君英，此時杜部仍以閩籍之漳、泉和粵籍潮之三陽人士為主。 待至杜君英和其所屬的粵籍將領以權力分配不公而和朱一貴集團起爭執，且朱一貴集團又以整飭紀律為由密謀剿滅杜君英時，雙方遂發生對立。內鬨中，杜君英集團發生閩、粵分裂，原杜君英集團的閩籍將領倒戈投向原即以閩籍為主的朱一貴，和朱一貴集團合攻杜君英。朱、杜起事集團遂分裂為漳、泉和潮之三陽二股勢力，形成閩、粵對立。其後，杜君英戰敗，並率殘部敗走貓兒干（今雲林縣崙背鄉）。

康熙六十年五月，朱一貴、杜君英相爭之際，發生於府城的「閩、粵相爭」引起了下淡水溪不願附眾起事，但卻又同樣來自粵屬潮州的客籍墾民的危機感。六堆地區的客籍墾民遂於五月聯合當地十三大庄、六十四小庄一萬餘人，涵蓋來自粵省潮州所屬的鎮平、程鄉、平遠、大埔，和閩省汀州所屬之永定、武平、上杭各縣客籍墾民，在屏東縣萬丹社上帝廟（今萬丹萬泉寺）集會，分設前、後、左、右、中、巡查營以及先鋒營等七營衛鄉自保。。並在五月中至六月中之間，以武力清除下淡水溪東岸漳州、泉州籍墾民的勢力，嚴防朱一貴勢力的進犯。

朱一貴在擊敗杜君英部後，派二萬餘兵將南下征伐屏東平原的客庄。此時，朱一貴北上追討杜君英的本質是閩、粵對立，而南下用兵卻變質為福、客相伐。康熙六十年六月十八、十九日，二軍大戰於下淡水溪，最後以七營大敗朱一貴部隊收場。事件結束後客家人為了保鄉衛土，取消巡查營，將「堆」（意思通「隊」）取代「營」，以和官軍有別，六堆分成前堆、後堆、中堆、左堆、右堆、先鋒堆，各堆設置一名總理及監軍，六堆共同推舉正副「大總理」各一名統領軍務，由於下淡水溪一帶的客家人生活環境夾在福佬人、馬卡道族、排灣族、魯凱族聚落之間，人數居劣勢的客家人遂以常態性的團練組織維持其族群生存及地方治安。

#### 吳福生事件
雍正十年，大甲西社平埔族因勞役繁重，聯合臺中、苗栗一帶原住民10社2000餘人起事。此時，福建漳州人吳福生趁清兵北上之際，以「大明得勝」為旗號，舉事於鳳山。吳福生起事後，六堆推舉侯心富為大總理，召集港東、西二里萬餘人，分駐防守上、下淡水、龍肚嶇、冷水坑、搭樓社、篤佳、武洛、羅漢門、巴六焦、阿猴社、三叉河、烏樹港、力力社、新園汛等處，防範吳福生部眾攻掠。侯心富甚至親帶九百餘人渡過下淡水溪大敗吳福生部眾。

#### 林爽文事件
乾隆五十一年，因臺灣知府孫景燧取締天地會，彰化大里杙（今臺中市大里區）人林爽文樹「盟主大元帥」大纛，起事於彰化。爽文原籍福建漳州府平和縣，此時天地會領袖，鳳山縣的漳州人莊大田亦集眾起兵響應，並攻陷鳳山，並和林爽文合攻臺灣府城。此時，屏東平原因朱一貴事件以來的閩、客對立之勢已成，莊大田攻陷鳳山已引起六堆客籍墾民的不安，再加上承平之時對閩籍移民勒索金錢的積怨，六堆人民遂齊集忠義亭，推舉人曾中立為總理，選壯丁八千餘人，分為中、左、右，前、後及前敵六堆，對抗莊大田部，保衛六堆地區。其後六堆並選一千三百餘人，協助清軍平定林爽文。然而由於閩、客結怨已久，六堆在捍衛鄉土和協助平亂之際，對地方閩庄也有藉機報復之事，閩人被粵人擒殺極多。
蔡牽事件
嘉慶十年(1805)十一月蔡牽船艦已經竄至鳳山岐後、東港、枋寮各海口，蔡牽「遣其黨與粵寇朱濆南擾鳳山，土匪吳淮泗等應之，焚掠埤頭」 (丁紹儀，1957：90)，「十一月二十三日夜搶入鳳山竹城，放火焚燒民房、衙署，搶劫倉庫。」 (玉德，2007：493)，鳳山縣城失守，鳳山縣令吳兆麟與同知錢驜遁入粵莊 (鄭鵬雲等，1959：208)，同年十一月二十九日大批人馬由粵兵護送到下淡水溪岸，「吳令 (兆麟) 過溪為前隊，突遇賊擊之，後隊同知軍藥桶火遽發，隊亂，賊截殺吳令於磚仔窯莊。」 (陳國瑛等，1959：48)，事後入祀昭忠祠 (陳壽祺總篡，1960：108)

#### 張丙事件
道光十二年（1832年）張丙豎旗起事反清。鳳山許成以「滅粵」之名響應。導致六堆副總理李受(李直三、李定觀)假借「義民」之名，騷擾閩人聚落，攻萬丹、阿猴諸閩莊，焚殺閩莊阿里港七十餘處，造成傷亡慘重，是為「李受騷擾事件」。
此戰株連無辜，閩南族群死亡達二千餘人，棄屍遍野，合葬於北門埔萬人堆，建祠以作慰靈，人稱「紅廟」；六堆民兵死者也在阿里港立祠供奉，喚作「白廟」。
台灣道平慶會副將謝朝思誘李受，獲之置於獄，被判凌遲處死 。六堆大總理曾偉中被判充軍，各莊總理如瀰濃莊林綸輝(年三十六歲)、潮州莊李壇(年五十二歲)、海豐莊林謙受(年三十三歲)、萬巒莊黎應揚(年六十一歲)，該四犯均係瀰濃、潮州、海豊、萬巒各莊總理紳士。台灣莊民，向應責成總理管束。該犯等雖訊未同謀攻莊，且事後隨同綑交兇匪，惟於李受糾人派穀，守莊不知慮禍阻止，轉聽從各出莊眾穀石。迨至焚搶事發，既不能以力約束，又不自行首告，若非嚴懲總理之罪，實無以遏分類之端。所有附貢生、生員革去功名，發雲貴兩廣極邊煙瘴充軍。事件後，海豐莊不再加盟六堆(參見施雅軒論點)。清帝國以閩南人勢力，牽制六堆勢力。(參見簡炯仁論點)

#### 林恭事件
咸豐三年(1853年)，林恭連同不滿王廷幹的鳳山縣民，在義首林萬掌的協助下，攻入鳳山縣城(埤頭新城)，並殺死知縣王廷幹。屏東平原閩粵械鬥再起，六堆擅攻閩庄。六堆號招一萬三千多名義民進攻內寮，然而，六堆兵勢在進攻內寮林萬掌遭受挫敗。
清軍在掃平林恭事變反清者以後，因六堆義民尚四處伏殺福佬焚搶閩庄，即派守備湯得陞等人分頭彈壓，令粵堆撤營，「粵人不惟屢次不遵，尚且逆言欲俟紅頂大憲到地，方肯罷息，……即督同兵勇極力向前押退，該粵人膽敢擅將「穿山龍九節連環」（粵莊大砲，日人名之曰「機關炮」）施放（攻擊官兵）」，客民竟直接與鳳山知縣鄭元杰及守備湯得陞等對峙衝突，且敢施放大砲逼退官兵，其武斷鄉曲的驕蹇之勢可見一斑，直到台灣道徐宗幹帶兵到內埔駐紮，令粵人撤堆，閩粵難民才陸續歸莊。(編者按:原鳳山知縣王廷幹於林恭事件殉職，同年由鄭元杰接任鳳山知縣。)

#### 戴潮春事件
戴潮春事件始於同治元年 (1862) 三月至同治四年 (1865) 五月 (許毓良，2008：262)，屏東平原上的粵民卻出現防守空間上特殊的情形，那就是遠赴嘉義征戰，依「六堆客家鄉土誌」所載：「(鍾召棠)8 同治二年遇戴萬生亂，乃被選為六堆大總理，率領義民一千餘人，遠赴嘉義城協助解圍」 (鍾仁壽，1973：182)，依福建巡撫徐宗幹曾令「關鎮國統帶紅單船，于十二月初十日駛抵鳳山旗後莊，由海道飛鹿港，會合(總兵) 曾玉明各軍，聯絡粵莊義勇，相機堵勦」 (徐宗幹，2008b：371)，並於同治元年 (1862) 12 月 30 日的奏章中，曾「調屯番五百名，粵勇五百名，飭令候補從九品姚潼帶往嘉義」 (徐宗幹，2008c：334)，或是「洪道遣候補未入流姚僮募南路粵勇五百名，添調屯丁五百名馳赴嘉義，與署知縣白鸞卿、參將湯得陞合力守禦。」 (林豪，1957：27)。然而前往平亂的粵勇，「(同治二年) 五月二十七日，圍攻南靖莊粵勇一千餘名，因積欠口糧，譁然潰散．賊匪乘機攻擾；各營兵丁傷亡逃逸甚多。」 (通志，1962：860)

### 乙未戰爭
台灣民主國劉成良將軍寫信給劉永福將軍之軍情分析中提到:徵調瀰濃（美濃）庄，距離台南府城較近，屬於大庄，可調得一、兩千人出戰，頗善打仗。經過實地查訪下淡水粵庄客人、善於埋伏，長於穿山，抱〔包〕抄敵人後隊。

#### 步月樓戰役
亦稱為「六根莊之戰」，發生於乙未戰爭期間的1895年10月11日之茄苳腳，交戰方是大日本帝國陸軍與當地客家人所集結的聯軍，最終日軍獲勝。步月樓是當時客家六堆副總理蕭光明指揮作戰的所在，是當時蕭家書房，也是蕭家專用出城門樓，位於今日屏東縣佳冬鄉佳冬村。

#### 火燒庄戰役
1895年11月26日，在今日台灣屏東縣長治鄉長興村的一場會戰，交戰方是大日本帝國陸軍與當地客家人所集結的聯軍，六堆最後一屆大總理邱鳳揚領導，最終日軍獲勝，長興全村被日軍放火焚燒。長興村因此又名「火燒庄」。

### 日治時期
1895年因參加反抗日本的乙未戰爭而壯烈犧牲，自衛組織被解散，「六堆」一詞已逐漸轉變為該地區客家族群之概念性統稱。1897年，總督府曾以「六堆部落」為範圍，建立境內全為客家人的行政區內埔辨務署，由4個飛地所組成，唯僅1個月就撤銷。

### 歷次領袖

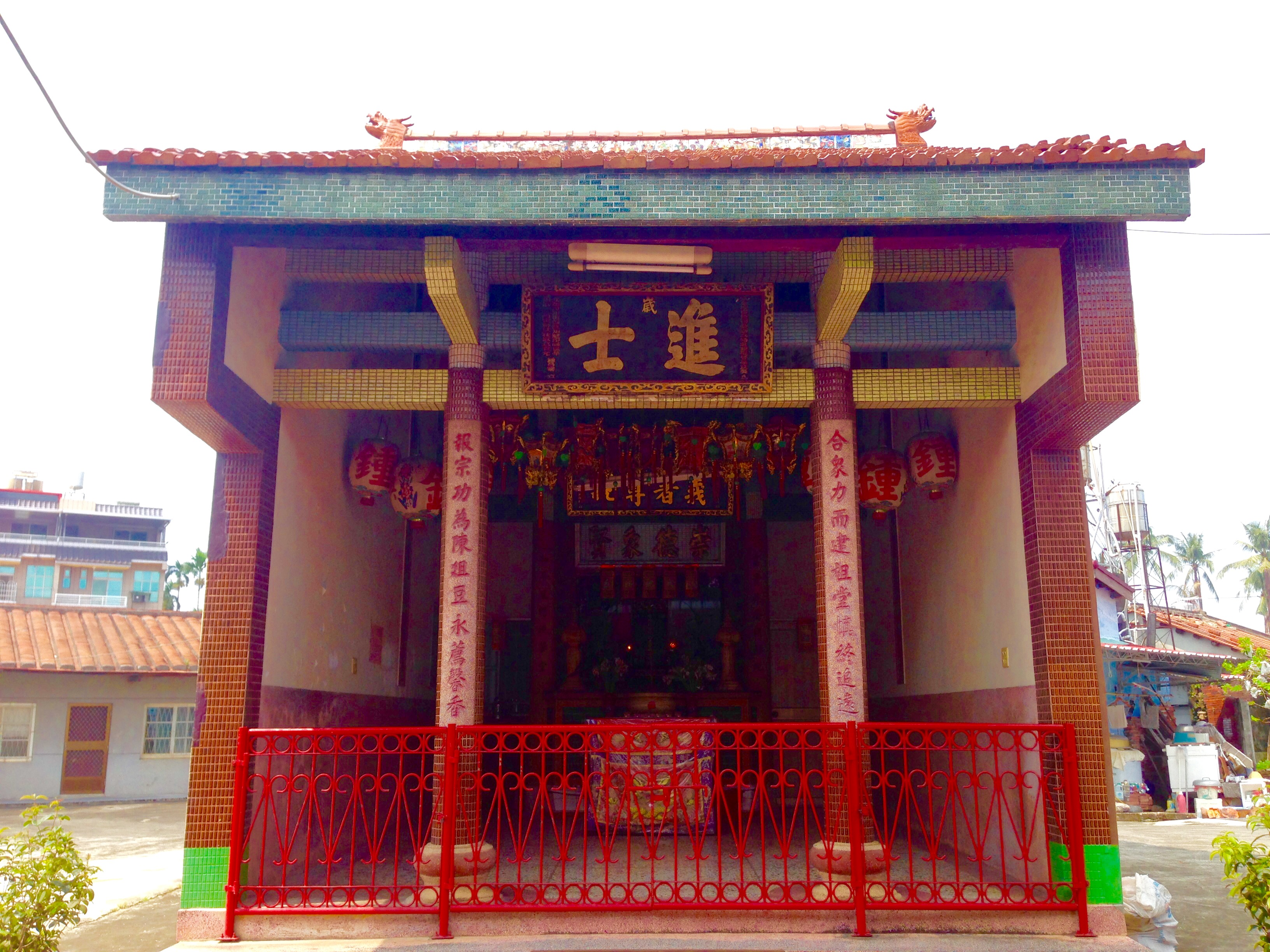
內埔鄉豐田村鍾氏祠堂

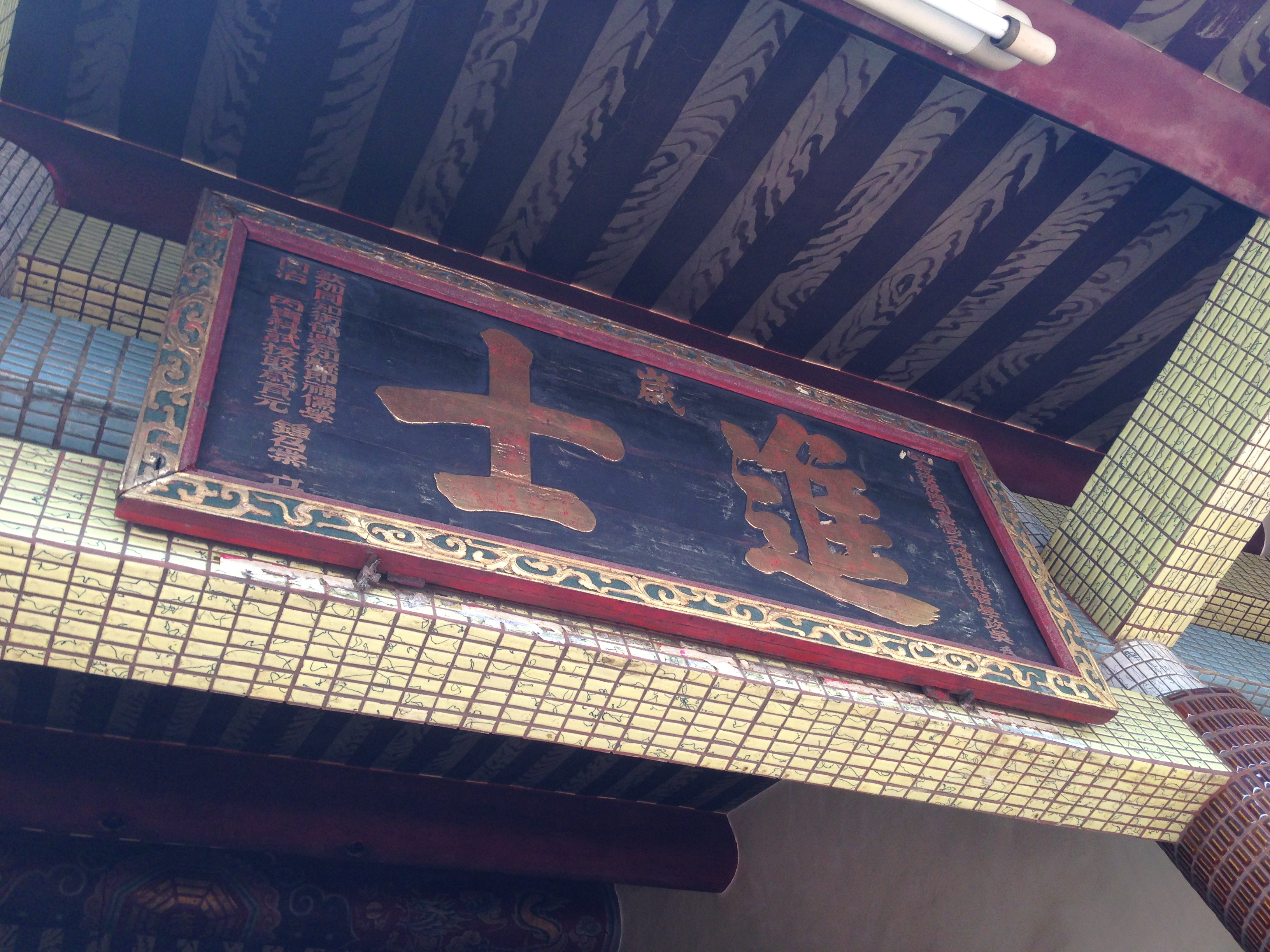
內埔鄉豐田村鍾氏祠堂鍾召棠歲進士匾

每遇亂事，六堆便集會推選出大總理、副總理領導應變。歷屆六堆大總理、副總理如下表
：
| 六堆領袖 |        |                |                     |                          |
| 代       | 大總理 | 副總理         | 推派年              | 事由                     |
| 1        | 李直三 | 侯觀德         | 康熙60年 （1721年） | 朱一貴攻打六堆地區       |
| 2        | 侯心富 |                | 雍正10年 （1732年） | 吳福生之亂               |
| 3        | 曾中立 |                | 乾隆51年 （1786年） | 林爽文之亂               |
| 4        | 賴熊飛 | 鍾麟江、劉繩祖 | 嘉慶5年 （1800年）  | 蔡牽之亂                 |
| 5        | 鍾麟江 | 黃觀光、劉乃昌 | 嘉慶11年 （1806年） | 蔡牽之亂                 |
| 6        | 曾偉中 | 李定觀(李受)   | 道光12年 （1832年） | 張丙之亂                 |
| 7        | 曾應龍 | 鍾里海         | 咸豐3年 （1853年）  | 林恭之亂                 |
| 8        | 鍾召棠 |                | 同治2年 （1863年）  | 戴萬生之亂               |
| 9        | 李向榮 | 蕭光明、鍾發春 | 光緒21年 （1895年） | 反抗日本（尚未作戰）     |
| 10       | 邱鳳揚 | 林宜三         | 光緒21年 （1895年） | 反抗日本治台（乙未戰爭） |

## 範圍

六堆位在今日之行政區劃的分布圖

在今日，所謂之「六堆」，是人民對於位在臺灣南部的客家族群聚落區域的通俗稱呼，其不是政府的行政區域劃分中的實際地名。六堆的範圍，分別是：
- 右堆（紅色部分）：高雄市美濃區、六龜區、杉林區全境或大部分，甲仙區少部分、旗山區手巾寮（今旗山區廣福里）、少部分屏東縣高樹鄉、里港鄉武洛（今里港鄉茄苳村）
  - 右堆附堆有楠仔仙（今六龜區）、莿桐坑（今杉林區）、莿仔寮（今杉林區）、月眉（今杉林區）、叛產厝（今杉林區）、崁頂、新庄、大埔（今高樹鄉大埔村）、九塊厝（今九如鄉）、大路關（今高樹鄉廣福村）、上武洛（今里港鄉）、下武洛（今里港鄉）、鹽樹（今高樹鄉鹽樹村）等十三庄
- 左堆（藍色部分）：屏東縣新埤鄉、佳冬鄉
- 前堆（綠色部分）：屏東縣長治鄉、麟洛鄉、屏東市田寮、九如鄉圳寮（今九如鄉玉泉村）
  - 前堆附堆有海豐（今屏東市海豐里）、茄苳仔（今鹽埔鄉洛陽村）兩庄
- 後堆（橘色部分）：西半部屏東縣內埔鄉
- 中堆（黃色部分）：屏東縣竹田鄉、鹽埔鄉七份仔（今鹽埔鄉洛陽村）
- 先鋒堆（灰色部分）：屏東縣萬巒鄉
  - 先鋒堆附堆有潮州、八老爺、力社、佳佐、林后、苦瓜寮、四塊厝等七庄[45][46]。

## 研究
日治時代對於六堆的史料著墨不多，松崎仁三郎《嗚呼忠義亭》、伊能嘉矩《臺灣文化志》為其中兩本重要著作，前者於六堆組織的內容以及多次的出堆情形均有詳細記載，後者在其〈拓殖篇〉對於六堆客家的拓墾源起有詳細的描述。
戰後，1973年鍾壬壽《六堆客家鄉土誌》開六堆研究之先河，文本多處現今仍為學者所引用、辯證、修正，乃研究六堆必備之參考文獻。鍾壬壽在研究過程中，吸引了許多地方菁英投入，傳承其影響。如曾秀氣《六堆英華》，即以鍾書為基礎發展，曾氏並刊行《六堆》，為《六堆雜誌》的前身。此時期研究並輔以各地方志，如《萬巒鄉誌》、《內埔鄉志》等互為參照。
1980年代後期，客家研究蜂起，石萬壽《乾隆以前台灣南部客家人的墾殖》即為一例。1989年長治鄉民鍾振斌於創辦發行《六堆風雲》雜誌，迄今已累積大量相關史料，對於六堆之文獻紀錄貢獻良多。1997年，六堆文教基金會組成「重修六堆客家鄉土誌編纂委員會」，基於《六堆鄉土誌》為基礎，進行編修工作，號召各界人士180餘人，以曾彩金為總編纂，歷時4年，寫成《六堆客家社會文化發展與變遷之研究》十四篇十五冊，將近三百萬字，實為六堆研究一大里程碑。
2003年行政院客家委員會提撥經費「補助大學校院發展客家學術機構」，激勵大學申設客家系所。高雄師範大學、屏東科技大學，屏東教育大學（今屏東大學）及美和科技大學等，成為相關研究的中心。諸如建築、文學、歷史、鄉土、藝術、語言、教育、產業等方面無所不包。
過去研究地點多以美濃區為主體，佔論文之半數。近年以其他六堆村莊為主體之研究亦不少，相關論述如先鋒堆、後堆、高樹鄉、大路關不可勝數
。麟洛鄉因過去隸屬長治鄉，較少獨立討論，此外，杉林區、竹田鄉之史料亦不多。而六堆自日治時代解體後，其後續發展欠缺考究，有待相關學者發掘。

## 外部連結
- 屏東縣政府客家事務處 （页面存档备份，存于）
- 六堆客家鄉土文化資訊網 （页面存档备份，存于）
- 六堆客家文化園區專題 （页面存档备份，存于）
- 六堆客家鄉土誌簡介[永久]
- 臺灣大百科全書－六堆 （页面存档备份，存于）